# Johann Georg von Eckhart
Johann Georg von Eckhart, (före adlandet Eccard), född 7 september 1664 i Duingen nära Hildesheim, död 9 februari 1730 i Würzburg, var en tysk historiker och filolog.
Eckhart var 1694-1706 Gottfried Wilhelm von Leibniz behjälplig vid dennes historiska arbeten samt blev 1706 professor i historia i Helmstedt, 1714 hannoveransk historiograf och 1716 kunglig bibliotekarie i Hannover. År 1719 adlades han av kejsar Karl VI. Av ekonomiskt obestånd och andra orsaker drevs han 1723 att rymma från Hannover, övergick 1724 till romersk-katolska kyrkan och blev samma år historiograf och geheimeråd hos furstbiskopen av Würzburg. 
Tillsammans med Leibniz och Johann Jacob Mascov "står Eckhart på tröskeln till den nyare tyska historieskrivningen". Hans förnämsta historiska verk är Commentarii de rebus Franciæ orientalis et episcopatus wirceburgensis (två band, 1729, ofullbordat). Dessutom författade han Historia studii etymologici linguæ germanicæ (1711) och utgav en mängd källskrifter rörande Tysklands äldre historia.